# Tavs Neiiendam
Tavs Neiiendam, född 12 december 1898 i Köpenhamn, död 3 maj 1968, var en dansk skådespelare, teaterregissör, dramaturg och författare. Han var son till skådespelarna Nicolai och Jonna Neiiendam.
Neiiendam studerade vid Det Kongelige Teaters Elevskole 1918–1920. Han scendebuterade 1920 på Det Kongelige Teater där han var fast engagerad fram till 1930.
År 1926 började han att läsa upp lyrik i Danmarks Radio och utvecklades efterhand till röstskådespelare. Han skrev också ett tjugotal manuskript till radioteatern.
Från 1950 var Neiiendam fast anställd som dramaturg och regissör vid Danmarks radio. Han filmdebuterade 1938 i Balletten danser och har haft roller i 12 filmer. Som författare har han utgivit ett par diktsamlingar och flera pjäser.

## Filmografi roller i urval
- 1951 – Kvinnan bakom allt